# Perechresnyj
Perechresnyj, česky Perechrestná, ukrajinsky Перехресний, maďarsky Pereháza, je osada obce Roztoka, ve ždenijevské územní komunitě, v okrese Mukačevo v Zakarpatské oblasti Ukrajiny. V roce 2025 zde žilo 360 obyvatel.

## Historie
Do uzavření Trianonské smlouvy byla ves součástí Uherska, poté byla, pod názvem Perechrestná, součástí Československa. Od roku 1945 byla součástí Ukrajinské sovětské socialistické republiky, která byla součástí SSSR, a nakonec od roku 1991 je součástí samostatné Ukrajiny.